# Megachile piliventris
Megachile piliventris är en biart som beskrevs av Morawitz 1886. Megachile piliventris ingår i släktet tapetserarbin, och familjen buksamlarbin. Inga underarter finns listade i Catalogue of Life.